# 雷利 (加来海峡省)
雷利（法語：Rely）是法国北部-加来海峡大区加来海峡省的一个市镇，属于贝蒂讷区诺朗丰泰县。该市镇2009年时的人口为454人。

## 人口
雷利人口变化图示
| 数据来源：INSEE |